# Барон Филдинг
Барон Филдинг (англ. Baron Feilding) — аристократический титул, создававшийся в пэрстве Англии (1620, вместе с титулом виконта Филдинга) и в пэрстве Ирландии (1622) для разных представителей семьи Филдингов. С 1675 года по настоящий момент эти два титула носит один человек. При этом баронский титул является младшим и практически не используется: Филдинги с 1622 года заседали в Палате лордов как графы Денби. Очередной носитель этих титулов — Александр Филдинг, 12-й граф Денби и 12-й барон Филдинг (родился в 1970).

## Бароны Филдинг
- 1620—1643: Уильям Филдинг, 1-й барон Филдинг (приблизительно 1582 — 8 апреля 1643)[3];
- 1643—1675: Бэзил Филдинг, 2-й барон Филдинг (приблизительно 1608 — 28 ноября 1675), старший сын предыдущего[4];
- 1675—1685: Уильям Филдинг, 3-й барон Филдинг (29 декабря 1640 — 23 августа 1685), племянник предыдущего[5];
- 1685—1717: Бэзил Филдинг, 4-й барон Филдинг (1668 — 18 марта 1717), сын предыдущего[6];
- 1717—1755: Уильям Филдинг, 5-й барон Филдинг (26 октября 1697 — 2 августа 1755), сын предыдущего[7];
- 1755—1800: Бэзил Филдинг, 6-й барон Филдинг (3 января 1719 — 14 июля 1800), сын предыдущего[8];
- 1800—1865: Уильям Филдинг, 7-й барон Филдинг (25 марта 1796 — 25 июня 1865), внук предыдущего[9];
- 1865—1892: Рудольф Филдинг, 8-й барон Филдинг (9 апреля 1823 — 10 марта 1892), сын предыдущего[10];
- 1892—1939: Рудольф Филдинг, 9-й барон Филдинг (26 мая 1859 — 25 ноября 1939), старший сын предыдущего[11];
- 1939—1966: Рудольф Филдинг, 10-й барон Филдинг (17 апреля 1912 — 31 декабря 1966), внук предыдущего[12];
- 1966—1995: Ролло Филдинг, 11-й барон Филдинг (2 августа 1943 — 23 марта 1995), сын предыдущего[13];
- с 1995 года: Александр Филдинг, 12-й барон Филдинг (родился 4 ноября 1970), сын предыдущего.

- Наследник: Перегрин Филдинг (родился 19 февраля 2005), сын предыдущего.